# Émile Joly
Émile Joly (Châtelineau, 4 april 1904 - Montigny-le-Tilleul, 24 februari 1980) was een Belgisch wielrenner. In 1928 werd hij Belgisch kampioen bij de onafhankelijken. Hij was beroepsrenner van 1928 tot 1936. In 1928 won hij twee etappes en het eindklassement in de Ronde van België. In 1929 en 1930 won hij de Omloop van Parijs. In 1931 won hij Parijs-Limoges en Parijs-Rennes en werd hij 2de in het Belgisch kampioenschap. In 1932 won hij de Omloop van het Westen.

## Resultaten in voornaamste wedstrijden
| Jaar | Ronde van Italië | Ronde van Frankrijk | Ronde van Spanje |
| ---- | ---------------- | ------------------- | ---------------- |
| 1929 |                  | opgave              |                  |
| 1930 |                  |                     |                  |
| 1931 |                  |                     |                  |
| 1932 |                  |                     |                  |
| 1933 |                  | opgave              |                  |
| 1934 |                  |                     |                  |

| Jaar | Ronde van Vlaanderen | Parijs-Roubaix | Parijs-Tours | Parijs-Brussel |
| ---- | -------------------- | -------------- | ------------ | -------------- |
| 1929 |                      | 16e            | 33e          | 10e            |
| 1930 | ↑                    | 4e             |              | 9e             |
| 1931 | 7e                   | 5e             | 19e          | 6e             |
| 1932 |                      | 24e            |              |                |
| 1933 | 16e                  |                | 7e           |                |
| 1934 |                      | 13e            |              |                |